# Fort Wingate
Fort Wingate ist ein historisches Fort und ein Census-designated place im McKinley County im US-Bundesstaat New Mexico. Es liegt östlich von Gallup auf 35° 28' 15.05" Nord und 108° 32' 37.90" West. Die Volkszählung von 2020 erfasste 328 Einwohner. Das Fort steht im National Register of Historic Places.

## Geschichte

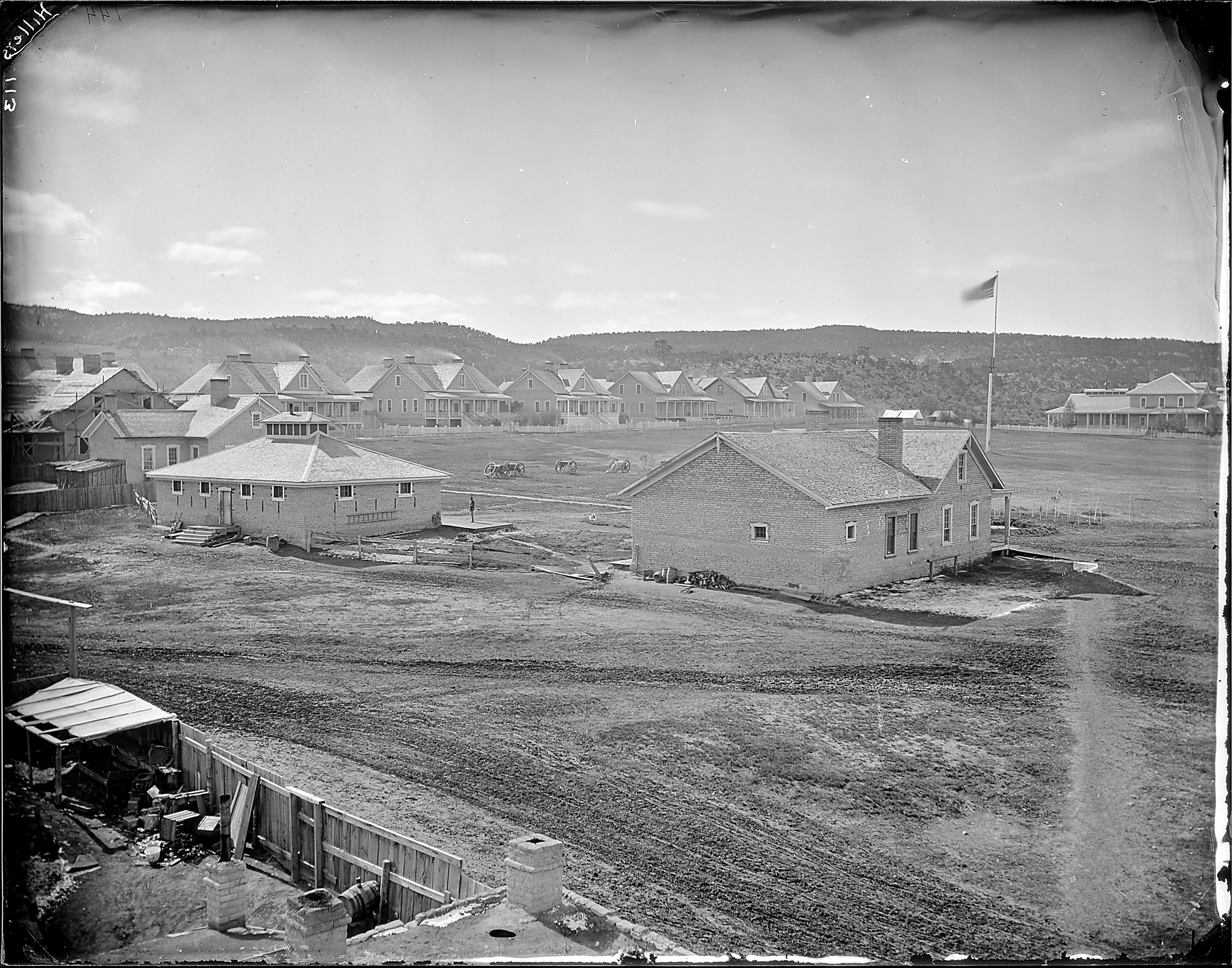
Fort Wingate, New Mexico

Das Fort wurde 1868 nahe der Stelle des Forts Fauntleroy von 1860 gegründet. Dieses war im Zuge der Bekämpfung der Navajo entstanden, die Garnison bereits im Jahr darauf aufgrund des drohenden Bürgerkrieges wieder abgezogen worden. Das Fort wurde in Fort Lyons umbenannt, da der namensgebende Offizier zu den Südstaaten übergetreten war. Die im Fort betriebene Poststation wurde als Fort Fauntleroy bezeichnet. Nachdem beschlossen worden war, die zwischenzeitlich nach Bosque Redondo umgesiedelten Navajo wieder in ihre alten Stammesgebiete zurückkehren zu lassen, wurde das Fort wieder als Stützpunkt des Militärs eingerichtet. Die Bauarbeiten begannen im Jahr 1870. Der größte Teil der Besatzung rückte 1811 ab. Im Jahr 1812 wurde ein Verwalter bestellt, und die letzten Soldaten verließen das Fort. 1914 und 1915 war in Fort Wingate ein Flüchtlingslager für Angehörige der mexikanischen Armee, die loyal zu Präsident Huerta waren, eingerichtet. Im Jahr 1918 wurde Munitionslager errichtet, ehe der Ort 1925 dem Indian Service übergeben wurde, um eine Schule einzurichten.
Ab 1960 diente Fort Wingate als Raketenstartplatz zur Erprobung von militärischen Raketen. Dazu gehörten unter anderem die Redstone, Nike Apache und die Pershing 1. Der letzte Start fand im Jahr 2015 statt.